# جيبوتي في الألعاب الأولمبية الصيفية 2020
شاركت جيبوتي في الألعاب الأولمبية الصيفية 2020 في طوكيو والتي تأجلت من عام 2020 إلى الفترة بين 23 يوليو و8 أغسطس 2021 نتيجة لجائحة فيروس كورونا. كانت هذه هي المشاركة التاسعة لجيبوتي في الألعاب الأولمبية الصيفية.

## الرياضيّون
| الرياضة              | الرجال | السيدات | المجموع |
| -------------------- | ------ | ------- | ------- |
| ألعاب القوى          | 1      | 1       | 2       |
| الجودو [الإنجليزية]  | 1      | 0       | 1       |
| السباحة [الإنجليزية] | 1      | 0       | 1       |
| المجموع              | 3      | 1       | 4       |